# Julije Klović
Juraj Julije Klović, på italienska känd som Giorgio Giulio Clovio, född 1498 i Grižane, död 5 januari 1527 i Rom, var en kroatisk illuminatör och miniatyrmålare mestadels verksam i renässansens Italien. Han anses vara den italienska renässansens främste illuminatör och kallas ibland "minityrmålarnas Michelangelo". Till hans kändare verk hör Farneses tidebok. I Kroatiens huvudstad Zagreb finns Klovićpalatset, ett galleri uppkallat efter konstnären.

## Biografi
Klović föddes 1498 i byn Grižane i regionen Vinodol i det medeltida Kroatien. Mycket lite är känt om hans tidiga liv och om var han fick sin utbildning. 
Som artonåring kom Klović till Venedig. Han kom senare till Rom där han bland annat undervisades av Giulio Romano och Girolamo dai Libri. Han dog 1527 och är begravd i San Pietro in Vincoli i Rom. 